# Vịnh Làng Mai
Vịnh Làng Mai hay Vũng Làng Mai là vịnh ven bờ biển ở phía nam tỉnh Bình Định, Việt Nam. Vịnh thuộc địa phận thành phố Quy Nhơn, có tọa độ từ 13°41'–13°46'B và 109°13'–109°17'Đ và diện tích mặt nước 48 km². Trung tâm thành phố Quy Nhơn nằm bên bờ biển phía tây bắc vịnh, và cạnh đó là cửa biển vào cảng Quy Nhơn trong đầm Thị Nại.